# Magyar Nukleáris Társaság
A Magyar Nukleáris Társaság egy 1990-ben alapított, 2015-ben közhasznú státuszt nyert szakmai egyesület, melynek fő céljai az atomenergia békés felhasználásával kapcsolatos ismeretterjesztés, illetve szakmai rendezvényszervezés.

## Története
Az egyesületet 1990-ben alapították. 1991-ben lett az Európai Nukleáris Társaság (European Nuclear Society, ENS) tagszervezete. Első elnöke Szatmáry Zoltán reaktorfizikus volt.

## Szakcsoportjai

### Fúziós szakcsoport
A Fúziós Szakcsoport célja a szabályozott fúziós kutatások népszerűsítését, ismertetését és integrálását a magyar közéletbe. A kutatások mellett fontos feladat a magyar ipari szereplők felkészítése és bevonása a berendezések megvalósításába.
A fúziós kutatásokról részletes információk, tanulmányok és hírek találhatók a magyar fúziós honlapon  A Fúziós Szakcsoport 2004. november 22-én alakult. 

### Fiatalok a Nukleáris Energetikáért
Az elsősorban mérnök- és fizikushallgatókból illetve fiatal szakemberekből, kutatókból álló szakcsoport 1998-ban alakult. Tagja az ENS fiatal szakembereket tömörítő Young Generation Network szervezetének. Ismeretterjesztő tevékegységének célpontjai is elsősorban a fiatalabb korosztályok. Szakmai látogatásokat szerveznek a nukleáris energiatermeléssel kapcsolatos hazai és külföldi létesítményekbe. Évente megrendezett szakmai hétvégéjükön közérthető ismeretterjesztést végeznek az atomenegria békés felhasználásával kapcsolatban.